# アードラモント殺人事件

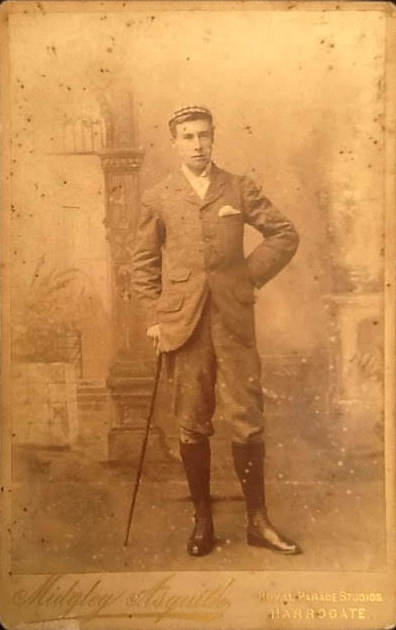
セシル・ハンブローの写真。

アードラモント殺人事件（アードラモントさつじんじけん、Ardlamont murder）は、1893年8月10日にスコットランドのアーガイル (Argyll) で起きた事件で、エディンバラで行なわれた殺人についての裁判「検察対モンソン (HM Advocate v Monson)」と、翌年ロンドンで行なわれた名誉毀損裁判「モンソン対タッソーズ社 (Monson v Tussauds Ltd)」が世間の注目を集めた。
セシル・ハンブロー (Cecil Hambrough) を殺害したとして起訴されたアルフレッド・ジョン・モンソン (Alfred John Monson) は、スコットランド法に従い、スコットランドの刑事上級裁判所 (High Court of Justiciary) から証拠不十分 (Not proven) の判決を受けた。1894年、モンソンは文書誹毀でマダム・タッソー館を訴え、賠償金として1ファージング（1/4ペニー相当：当時の通貨単位の中で最も小さい金額）を得た。この事件はイングランド法において「ほのめかしによる名誉毀損（libel by innuendo）」の原理を確立し、「モンソン対タッソーズ社 (Monson v Tussauds Ltd) 事件」は、多くの国々において名誉毀損に関わる法制度の整備において参照されるようになった。
この事件は、同時代においても悪名高い重大事件であったが、その後、人気のある架空の人物シャーロック・ホームズのモデルとなったことが知られるジョセフ・ベル医師が、この殺人事件に専門家証人 (expert witness) として召喚されていたことが指摘されたのを契機として、再び関心を集めるようになった。

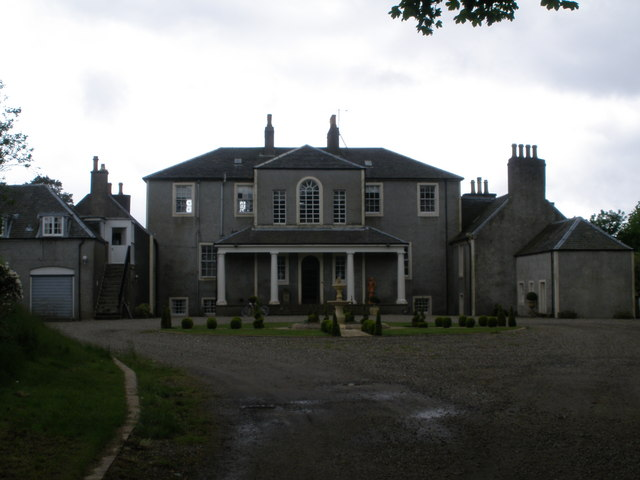
現場となったエステートの主屋であるアードラモント・ハウス。

## 背景
アルフレッド・ジョン・モンソンは、1891年から、ある青年男性の家庭教師/後見人 (a gentleman's tutor) としてハンブロー家に雇われていた。1893年8月10日、モンソンは、当時21歳だった教え子のセシル・ハンブローを、アーガイルのアードラモント・エステート (Ardlamont Estate) の森へ、狩猟に連れ出した。これにはモンソンの友人で、数日前にエステートに来ていたエドワード・スコット (Edward Scott) が合流した。
エステートで働いていた人々は、銃声を聞き、モンソンとスコットが銃を携えてアードラモント・ハウスに走って行くのを目撃した。エステートの執事が、ハンブローについて尋ねたとき、彼らは武器をきれいに掃除している最中だった。モンソンは、問いかけに対して、ハンブローが銃で柵を乗り越えようとした際に、誤って自分の銃で自分の頭を撃ち抜く事故を起こしたと答えた。

## 捜査と裁判
この一件が通報されると、インベラリ (Inveraray) の地方検察官 (procurator fiscal) 事務所から捜査官がエステートへやってきた。この捜査官は、事務所に戻って、これは悲劇的な事故であったと報告した。しかし、2週間後、モンソンが検察官事務所に現れて、ハンボローの死の6日前に総額2万ポンドに及ぶ2件の保険がハンブローにかけられており、それがモンソンの妻の名義でなされていたことを通報した。徹底的な調査がエステートで行なわれ、関係者の事情聴取が進められた結果、モンソンは殺人罪に問われた。現地から立ち去っていたスコットは、共犯者と目された。
検察側の証人のひとりは、エディンバラの外科医で、法医学調査員だったジョセフ・ベル博士であった。博士は陪審員に向かって、私見だと断った上で、モンソンがセシル・ハンブローを殺害したのだと述べた。しかし、モンソンの弁護人であったジョン・コムリー・トムソン (John Comrie Thomson) は、陪審員たちの頭に、モンソンが犯人だとする説に十分な疑念を生じさせ、判決は証拠不十分となってモンソンは釈放された。

## ほのめかしによる名誉毀損
1894年、ロンドンのマダム・タッソー館は、モンソンの蝋人形を作成し、銃を持った姿で「恐怖の部屋」の入口に置いた。モンソンはこれに異議を申し立て、会社を訴えて、1ファージングの損害賠償を認められた。この事件は「ほのめかしによる名誉毀損（libel by innuendo）」の原理を確立し、「モンソン対タッソーズ社 (Monson v Tussauds Ltd) 事件」は、多くの国々において名誉毀損に関わる法制度の整備において参照されるようになった。名誉毀損が成り立つためには、永続的な形態で公表されることが必要であるが、その手段は言葉である必要はないとされた。